# Большова, Надежда Александровна
Наде́жда Алекса́ндровна Большо́ва (22 сентября 1958, Медведево, Медведевский район, Марийская АССР, СССР — 24 октября 2010, Йошкар-Ола, Марий Эл, Россия) — советский и российский деятель науки, этнограф, музеевед, краевед. Заместитель директора по научной работе Национального музея Республики Марий Эл имени Тимофея Евсеева (2007—2010). Заслуженный работник культуры Республики Марий Эл (2010). Вошла в историю этнографической науки как исследователь традиционной культуры и популяризатор культурного наследия народа мари и других народов финно-угорского мира.

## Биография
Родилась 22 сентября 1958 года в посёлке Медведево — районном центре Медведевского района Республики Марий Эл.
В 1976 году окончила Медведевскую среднюю школу. В 1976—1981 годах училась на историко-филологическом факультете Марийского государственного университета.
По окончании университета с 1981 года — младший научный сотрудник отдела истории советского периода Марийского республиканского научно-краеведческого музея.
Работала методистом по научно-краеведческой работе во Дворце пионеров и школьников, в 1984—1986 годах — заведующая Музеем комсомольской славы Марийского обкома ВЛКСМ.
С 1986 года вновь в Марийском краеведческом музее: до 1991 года — старший научный сотрудник, с 1995 года — заведующая отделом этнографии. В 2007—2010 годах работала заместителем директора по научной работе Национального музея Республики Марий Эл им. Т. Евсеева.
Замужем, супруг — доктор исторических наук, доцент Марийского государственного университета С. В. Большов.
Ушла из жизни 24 октября 2010 года. Похоронена на Туруновском кладбище города Йошкар-Олы.

## Научная и музейная деятельность
Н. А. Большова вошла в историю этнографической науки как исследователь традиционной культуры и популяризатор культурного наследия народа мари и других народов финно-угорского мира.
За годы работы в Национальном музее Республики Марий Эл им. Т. Евсеева внесла большой вклад в развитие этнографического музееведения. Ею впервые проведена атрибуция уникальной этнографической коллекции, собранной в 1920-е годы основателем музея, этнографом, краеведом Т. Е. Евсеевым. Она была активным участником международных этнографических экспедиций совместно с учёными и музейными сотрудниками Эстонии и Финляндии в республики Башкортостан, Татарстан, на Урал, в Кировскую область и по районам Марий Эл.
Н. А. Большова — один из авторов (автор научной концепции) экспозиции «Обряды жизненного цикла. Традиционная культура народа мари XIX—XX вв.». Экспозиция была торжественно открыта 29 ноября 2007 года.
Была инициатором проведения музейной научно-практической конференции «Евсеевские чтения» (2007—2010), программы «Земляки» (представление районов Республики Марий Эл, 2007—2010), культурных акций «Ночь в музее» (2008—2010), «Наследие» (2008—2010).
Постоянный участник международных и всероссийских конференций по проблемам музееведения и этнографии (Санкт-Петербург, Ижевск, Саранск, Пермь, Йошкар-Ола).
Автор и участник научно-исследовательского проекта «Марийцы в Евразийском пространстве» (2005). Способствовала межкультурному взаимодействию Финляндии и России в рамках мега-проекта «Культурное наследие финно-угорских народов в музеях. Мультиязычность и мультикультурность в музеях». Автор марийского раздела «Три тотема» караванной выставки «Финно-угорский триптих» в рамках проекта «Культура финно-угорских народов в музеях. Мультиязычность и мультикультурность в музеях» (Ижевск — Саранск — Йошкар-Ола, 2007—2010), уникальной выставки «Этнокультурное пространство в художественно-этнографических работах марийских художников» (совместно с МарГУ, 2010).
Автор учебного курса «Музейно-выставочная деятельность» для студентов факультета культуры и искусств МарГУ.

## Основные научные работы

### Коллективные монографии
- Современное состояние русской традиционной культуры Республики Марий Эл: На материале Куженерского района / Т. Золотова, Л. Иванова, Н. Большова, Н. Вишнякова; М-во образования Рос. Федерации. Мар. гос. ун-т. — Йошкар-Ола, 2000[5].
- Большов С. В., Большова Н. А. Древние культовые памятники Марий Эл (по археологическим, этнографическим, фольклорным и историческим источникам): монография / Мар. гос. ун-т; С. В. Большов, Н. А. Большова, О. В. Данилов. — Йошкар-Ола, 2008. — 163 с[6].

### Научные статьи в сборниках и журналах
- Иванова Н. А. Т. Е. Евсеев и этнографические материалы научно-краеведческого музея // Краевед Т. Е. Евсеев. Материалы конференции, посвящённой 100-летию со дня рождения. — Йошкар-Ола, 1988. — С. 84—93[2].
- Большова Н. А. Этнографические коллекции Национального музея РМЭ им. Т. Евсеева: история и перспектива их экспонирования // Проблемы этнографии, истории и культуры марийского народа. АЭМК. Вып. 29: Сб. статей: МарНИИЯЛИ. — Йошкар-Ола, 2007. — С. 127—135[2].
- Большова Н. А. Роль современной музейной экспозиции в сохранении исторического культурного наследия финно-угорских народов //  Музейный вестник № 1. — Йошкар-Ола: Министерство культуры, печати и по делам национальностей Республики Марий Эл. Национальный музей Республики Марий Эл имени Т. Е. Евсеева, 2007. — С. 39—44[7].
- Большова Н. А. Музейная экспозиция как интегрированная модель культуры // Музейный вестник № 2. — Йошкар-Ола: Министерство культуры, печати и по делам национальностей Республики Марий Эл. Национальный музей Республики Марий Эл имени Т. Е. Евсеева, 2008. — С. 194—199.
- Большова Н. А., Колчева Э. М. Этнокультурное пространство в художественно-этнографических работах 20—30-х гг. XX в. из фондов Национального музея Республики Марий Эл им. Т. Евсеева: к постановке проблемы // Музейный вестник № 3. — Йошкар-Ола: Министерство культуры, печати и по делам национальностей Республики Марий Эл. Национальный музей Республики Марий Эл имени Т. Е. Евсеева, 2008. — С. 93—96.
- Колчева Э. М., Большова Н. А. Структура этнокультурного пространства в художественно-этнографических работах 20—30-х гг. XX в. из фондов Национального музея Республики Марий Эл им. Т. Евсеева // Этнографическое обозрение. — 2013. — № 4. — С. 174—187[8].
- Колчева Э. М., Большова Н. А. Коллекция художественно-этнографических работ 20-30-х годов XX века из фондов Национального музея Республики Марий Эл им. Т. Е. Евсеева как источник изучения этнокультурного пространства // Обсерватория культуры. — 2009. — № 6 (ноябрь-декабрь). — С. 66—73[9].

## Награды, звания и гранты
- Заслуженный работник культуры Республики Марий Эл (2010)[1]
- Почётная грамота Правительства Республики Марий Эл (2007)[2]
- Почётная грамота Министерства культуры, печати и по делам национальностей Республики Марий Эл (2004)[2]
- Грант «Марийцы в Евразийском пространстве» (2005)[2]
- Грант «Культурное наследие финно-угорских народов в музеях. Мультиязычность и мультикультурность в музеях» (Финляндия — Россия, 2007—2010)[2]

## Память
- Могила учёного-этнографа, заслуженного работника культуры Республики Марий Эл Большовой Надежды Александровны на Туруновском кладбище Йошкар-ОлыВ июне 2016 года в память об учёном-этнографе, музееведе Н. А. Большовой и учёном-археологе, кандидате исторических наук, доценте МарГУ О. В. Данилове в Музее истории и археологии — отделе Национального музея Республики Марий Эл им. Т. Евсеева в городе Йошкар-Ола открылась выставка «Древние символы марийской земли»[10].